# Odisnel Cooper
Odisnel Cooper (ur. 31 marca 1992) – kubański piłkarz występujący na pozycji bramkarza.

## Kariera klubowa
Odisnel Cooper od 2010 jest zawodnikiem występującym w pierwszej lidze kubańskiej FC Camagüey.

## Kariera reprezentacyjna
W 2011 Cooper został powołany do reprezentacji Kuby na Złoty Puchar CONCACAF.